# Kariblira
Kariblira (Puffinus lherminieri) är en västindisk fågel i familjen liror inom ordningen stormfåglar med omstridd systematik.

## Utseende och läten
Karibliran är en liten (30 cm) brun och vit lira, mindre än mindre lira och med brunare ovansida, mörka undre stjärttäckare och breda mörka kanter på vingundersidorna. I ansiktet syns en delvis vit kind och en vit fläck framför ögat, vilket mindre liran saknar.
De båda närbesläktade arterna makaronesisk lira och boydlira är mycket lika kariblira. Den senare skiljer sig från audubonliran genom ett relativt litet huvud, smalare näbb och puderblå snarare än rosaaktiga ben och tår. Vidare har den bredare mörka kanter på undersidan av vingen och mörka undre stjärtteckare medan det vita på sidan av övergumpen saknas eller är begränsat. Makaronesisk lira är lik, men är mindre med tydliga vita spetsar på större täckarna och ibland mellersta täckarna, vilket tillsammans formar ett vingband.
Fågeln flyger med snabba och fladdrande vingslag omväxlat med korta glid, ofta närmare vattenytan än mindre lira. Den ter sig då mer långstjärtad och kortvingad än denna. Lätet som endast hörs på häckplats är ett högt och nasalt gnällande ljud, beskrivet som en "gnisslande och strypt" mindre lira.

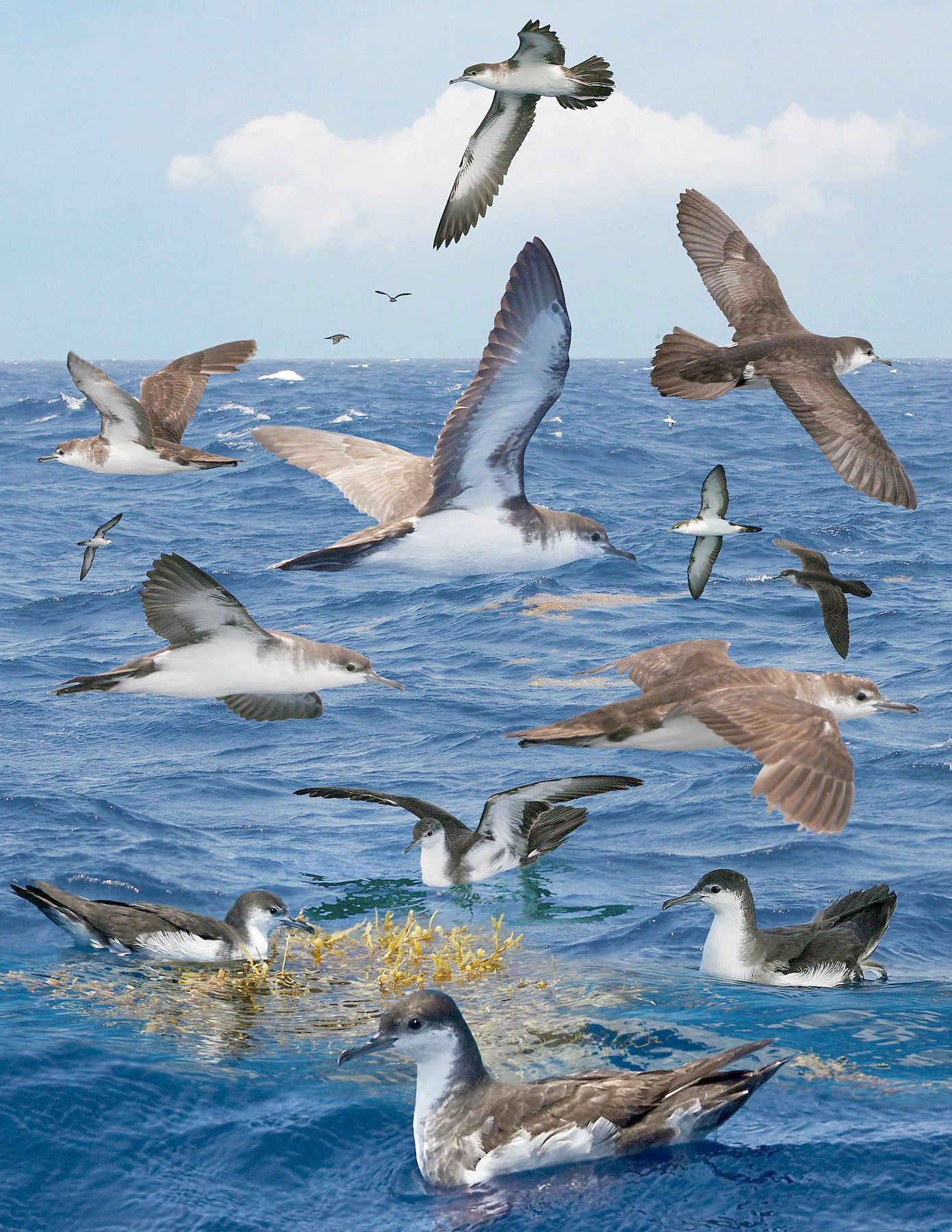
Collage av karibliror.

## Utbredning och systematik
Kariblira delas vanligtvis in i två underarter med följande utbredning:
- Puffinus lherminieri lherminieri – häckar på Bahamas och i Västindien, tidigare även Bermuda
- Puffinus lherminieri loyemilleri – förekommer i sydvästra Västindien

Vissa inkluderar loyemilleri i nominatformen.
Ett specimen av en lira som fångades in av en fiskare i Danmark 18 september 1912, och som förvaras på Köpenhamns zoologiska museum, har efter studier 2020 visat sig vara en kariblira, inte en makaronesisk lira som man tidigare trott. Det utgör det enda fyndet av arten i Europa.

### Artgränser
Artgränserna mellan karibliran och dess närmaste släktingar har varit och är fortfarande omdiskuterad. Tidigare har flera taxon som nu urskiljs som egna arter behandlats som underarter till audubonlira: galápagoslira (P. subalaris), persisk lira (P. persicus), boninlira (P. bannermanni) och tropiklira (P. bailloni). Dessa urskiljs numera oftast som egna arter efter genetiska studier som visar att de inte är varandras närmaste släktingar. Närmast kariblira är istället de båda atlantiska arterna makaronesisk lira (P. baroli) och mindre kapverdelira (P. boydi), och vissa inkluderar dessa därför i arten.

## Levnadssätt
Karibliran häckar i kolonier på öar. Till havs är den sällskaplig men följer inte efter fartyg. Den lever mestadels av fisk, bläckfisk och kräftdjur som den fångar genom att dyka eller plocka från vattenytan.

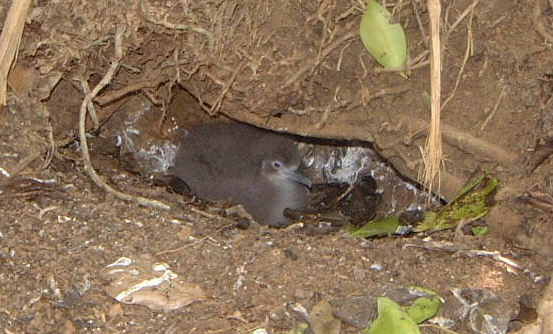
Unge kariblira fotograferad på Little Tobago Island i Bahamas.

## Status och hot
Internationella naturvårdsunionen IUCN inkluderar både boydlira och makaronesisk lira (P.  baroli) i arten, varför bedömningen av dess hotstatus baseras på den sammanlagda populationen av dessa. Arten har ett stort utbredningsområde, men minskar i antal till följd av predation av dess ägg och ungar från invasiva arter, dock inte tillräckligt kraftigt för att den ska bedömas som hotad. IUCN kategoriserar populationen därför som livskraftig (LC). Kariblira i begränsad mening som här tros ha en världspopulation på mellan 7 400 och 20 500 par.

## Namn
Fågelns vetenskapliga artnamn hedrar Félix Louis l’Herminier (1779-1833), fransk militärkemist och naturforskare på Guadeloupe 1798-1829. På svenska kallades arten tidigare audubonlira, efter engelska namnet Audubon's Shearwater, som i sin tur hedrar John James Audubon. Den tilldelades dock 2024 ett mer informativt namn av BirdLife Sveriges taxonomikommitté.